# Rio Gumara
O rio Gumara é um curso de água do noroeste da Etiópia, que desagua no leste do lago Tana , nas cordenadas 11º53'N 37°31'E. Foi muito popular durante o século XVIII e o século XIX, por ter nascentes de água termal em alguns locais das suas margens, facto que é registado pelo missionário Henry Stern. 
Este rio é um importante local de desova de espécies autóctones entre as quais se incluem o peixe-gato , a tilápia e bagre.